# Şişli
Şişli is een Turks district in de provincie Istanboel en telt 314.684 inwoners (2007). Het district heeft een oppervlakte van 35,0 km².
De bevolkingsontwikkeling van het district is weergegeven in onderstaande tabel.
| 1997    | 2000    | 2007    |
| ------- | ------- | ------- |
| 251.155 | 270.674 | 314.684 |